# Велики Дубовик (Крупа на Уни)
Велики Дубовик је насељено мјесто у Босни и Херцеговини које је међуентитетском линијом подијељено између општине Босанска Крупа која припада Федерацији БиХ и општине Крупа на Уни која припада Републици Српској. Према попису становништва из 1991. у насељу је живјело 392 становника. На попису становништва 2013. године, према подацима Агенције за статистику Босне и Херцеговине није било становника.

## Становништво
| Демографија | Демографија | Демографија |
| Година      | Становника  | Становника  |
| ----------- | ----------- | ----------- |
| 1948.       | 512         |             |
| 1953.       | 463         |             |
| 1961.       | 458         |             |
| 1971.       | 596         |             |
| 1981.       | 444         |             |
| 1991.       | 392         |             |